# Klaus von Klitzing
Klaus von Klitzing (Schroda, 28 giugno 1943) è un fisico tedesco.
Nel 1985 ha vinto il Premio Nobel per la fisica per la scoperta dell'effetto Hall quantistico.
Alla fine della seconda guerra mondiale, Klaus venne portato dai suoi genitori nella Germania Ovest. Dopo gli studi di fisica presso la Università tecnica di Braunschweig, presso la quale si laureerà nel 1969, von Klitzing si trasferisce per 10 anni all'università di Würzburg dove consegue il dottorato di ricerca nel 1972 con una tesi su "Le proprietà galvanometriche del tellurio sottoposto a campi magnetici ad alta intensità" e l'abilitazione nel 1978. In questo periodo svolge il suo lavoro di ricerca anche presso il Clarendon Laboratory di Oxford e il High Magnetic Field Laboratory di Grenoble. Nel 1980, anno della sua scoperta, diviene professore presso l'Università di Monaco di Baviera, mentre nel 1985 diventa direttore di dipartimento presso il Max-Planck-Institut für Festkörperforschung di Stoccarda (Istituto Max Planck per la Ricerca Sullo Stato Solido).
La costante di von Klitzing, {\displaystyle R_{K}=h/e^{2}}, pari a 25812,807449±0,000086 ohm è così chiamata in onore della scoperta dell'effetto Hall quantistico da parte di von Klitzing. Tale costante è elencata nel "Reference on Constants, Units, and Uncertainty" del National Institute of Standards and Technology. Il suo inverso è il quanto di conducibilità elettrica. Tale scoperta fu utile anche per determinare con precisione la costante di struttura fine (vedi anche costanti fisiche) e per stabilire gli standard più convenienti per la misura delle resistenze.
Attualmente la ricerca di von Klitzing è principalmente concentrata sulle proprietà di sistemi elettronici a bassa dimensionalità (low dimensional electronic systems) in particolare a bassa temperatura e in presenza di campi magnetici intensi. È tuttora direttore di dipartimento presso il Max-Planck-Institut per la Ricerca dello Stato Solido di Stoccarda.